# Барсегян, Ваграм Микаелович
Вагра́м Микае́лович Барсегя́н (арм. Վահրամ Բարսեղյան, 6 марта 1966, Степанакерт, НКАО, Азербайджанская ССР) — армянский государственный деятель.
- 1983—1990 — Ереванский политехнический институт. Архитектор-строитель.
- 1984—1986 — служил в советской армии.
- 1992—1996 — аспирант в институте механики Национальной академии наук Армянской ССР. Кандидат физико-математических наук.
- 1998—2003 — юридический факультет Ереванского государственного университета.
- 1989—1998 — был председателем профсоюза Ереванского политехнического института.
- 1995—1998 — работал советником министра культуры, спорта и делам молодёжи Армении.
- 1998—2003 — работал заместителем министра культуры, спорта и делам молодёжи Армении.
- 2003—2007 — начальник контрольной службы президента Армении.
- С июля 2007 по 20 августа 2008 — начальник налоговой службы при правительстве Армении.